# トップ・ヒット・ナウ
『トップ・ヒット・ナウ』は、1984年7月4日から同年9月26日までテレビ東京系列局で放送されていたテレビ東京製作の音楽情報番組である。放送時間は毎週水曜 19:00 - 19:30 （日本標準時）。

## 概要
前番組『POPくじら基地』をリニューアルし放送時間も『クイズとっても偉人伝』の打ち切りに伴い途中から放送時間が60分だったのを30分に戻した。
プロモーションビデオのベスト10を洋楽・邦楽を問わずに視聴者からのはがきリクエストによって決め、その結果を発表していた。他に最新の音楽情報、映画情報、パロディビデオも紹介していた。
プロモーションビデオのベスト10は『ザ・ベストテン』(TBS)、『ザ・トップテン』(日本テレビ)に代表されるように歌謡曲のベスト10が全盛だったこの時代にとっては大変珍しかった。
番組は、3ヵ月で終了したがその後、プロモーションビデオにあたるアイドルDVDの売り上げ枚数によるベストテン（TOP 10)を1995年スタートの『ランク王国』（TBS)で取り上げた。ただし開始当初は月1回だったがその後不定期に取り上げるようになった。